# 安城家の舞踏会
『安城家の舞踏会』（あんじょうけのぶとうかい）は、1947年（昭和22年）9月27日公開の日本映画である。松竹製作・配給。監督は吉村公三郎、脚本は新藤兼人、主演は原節子。モノクロ、スタンダード、89分。『安城家の舞踏會』とも表記される。
チェーホフの戯曲『桜の園』を下地とした新藤兼人のオリジナル脚本を吉村公三郎が映画化した作品で、終戦直後の変革の波に呑まれるかのように没落した名門華族・安城家の人々の姿を描いている。第21回キネマ旬報ベスト・テン日本映画第1位。

## あらすじ

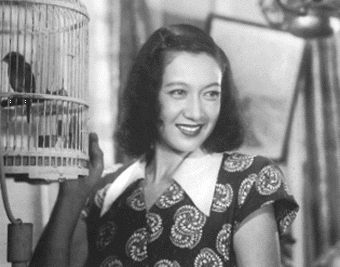
原節子

第二次世界大戦後、華族制度が廃止され、大名華族の安城伯爵家も没落の憂き目を見る。財産を手放していき、最後に残った屋敷も借金のかたに成金である新川龍三郎が手に入れようとしていた。安城家の次女の敦子は、元運転手から実業家に成りあがった遠山庫吉に援助を頼んだが、プライドから当主の忠彦はそれを退ける。未だ華族の生活に未練がある忠彦は最後に屋敷で舞踏会を開くことにし、父の心情を汲んだ敦子も同意する。
舞踏会の夜、安城家には多くの客が集まり、広間で華やかな舞踏会が行われた。忠彦の姉・春小路正子は、日露戦争の折に皇族や名家の者と集った日々を回想する。そんな中、別室では忠彦が恥を忍んで新川に温情を乞うていたが冷たく突き放され、忠彦の息子・正彦と新川の娘・曜子との婚約も解消される。新川が”伯爵”の地位を利用していただけだと知った忠彦は失望から拳銃を取り出して新川を撃とうとするが、敦子の姿を見て思いとどまる。
盛装した遠山が現れ、長女・昭子に恋慕の想いを告げる。気位が高い昭子は拒絶するものの、動揺を抑えきれずにいた。失意の遠山は、かつての使用人仲間と酒に溺れる。運送会社を営み、自分の力で稼いだ金を、安城家のために使おうとしていたのだった。
正彦は新川の娘・曜子を酒で酔い潰し、茂みで犯そうとするが、正彦を愛する女中の菊が妨害して未遂に終わる。曜子は正彦に結婚を迫るが拒絶されると、乱れた姿のまま父・新川に泣きつき、正彦にも平手打ちを食らわせる。しかし正彦はヘラヘラとしたままピアノを弾き始め、新川父娘は屈辱のうちに安城邸を去る。そこに敦子が現れ、新川に現金を突きつけ借金を返済する。敦子が遠山に邸宅を売って得た金だった。遠山は、自分がこの邸宅の所有者だと酔ったまま喋り尽くすが、やがて我に返り邸宅を去る。昭子は遠山を追うもの砂浜への道で転倒し、真珠の首飾りや靴が外れるが、それでもなお遠山を追い続ける。
舞踏会の終わりに敦子は、忠彦と、彼の15年来の妾であった千代との結婚を発表する。場は静まり返るが、正彦、そして敦子の拍手から、やがて皆に祝福される。正彦は父と握手した後、自室へ去り泣き崩れるのだった。
舞踏会も終わり、何もかも失い、千代や吉田への義理を果たして思い残すことのない忠彦は自殺を図るが、敦子により一命を取り留める。敦子は、ここから新しい生涯が始まると父を励まし、舞踏会のあとの寂しいホールで、父娘二人、最後のダンスを踊る。

## スタッフ
- 製作：小倉武志
- 監督：吉村公三郎
- 原作：吉村公三郎
- 脚本：新藤兼人
- 撮影：生方敏夫
- 音楽：木下忠司
- 美術監督：浜田辰雄
- 照明：加藤政雄
- 録音：妹尾芳三郎
- 編集：杉原よ志
- 演奏：松竹管弦楽団
- 録音助手：西崎英雄
- 美術助手：平高主計

## キャスト

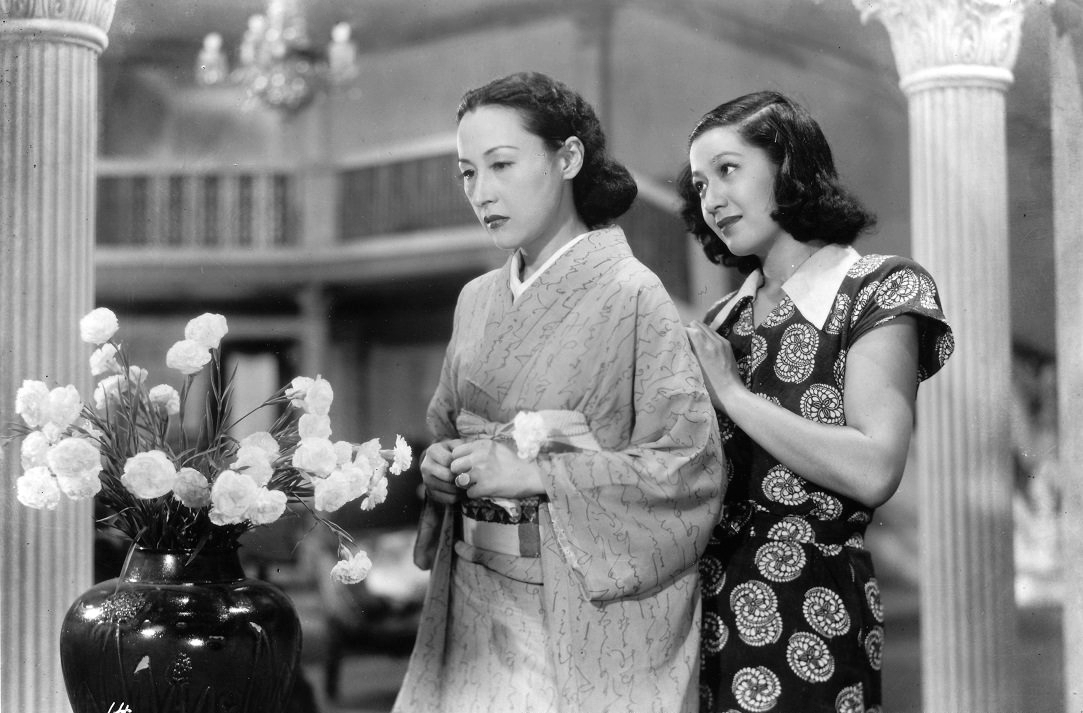
逢初夢子（左）、原節子（右）。

- 安城敦子：原節子（東宝）
安城伯爵家次女。家の没落に現実的に対応しようとする。忠彦の良き理解者。最初舞踏会の開催に反対であった。
- 安城昭子：逢初夢子
安城伯爵家長女。出戻り。気位が高く、想いを寄せる身分違いの元運転手・遠山庫吉を心の中では蔑んでいる。
- 安城忠彦：滝沢修（民衆芸術劇場）
安城伯爵家当主（大名華族）。時代の流れに対応できず、かつての優雅な生活への夢を捨てられない。
- 安城正彦：森雅之（民衆芸術劇場）
安城家長男。放蕩息子。新川を憎むあまりに、正彦を慕う娘の曜子の貞操を奪うことで復讐をしようとする。
- 新川龍三郎：清水将夫（民衆芸術劇場）
闇会社の社長。嘗ては安城家の権威を利用して大いに儲けたが、現在では借金のかたに安城家の屋敷を手に入れようとする。
- 遠山庫吉：神田隆
安城家の元運転手で現在は運送会社社長。敦子の依頼により安城家を買い取ることにするが、華族としてのプライドが高い忠彦や昭子から成り上がり者と蔑まれている。若いころより昭子への一方的な恋心を抱き続けている。
- 菊：空あけみ
安城家小間使。恋仲の正彦に捨てられ、正彦に殺意を抱くものの、彼を捨てきれない。
- 千代：村田知英子
忠彦の妾の芸者。安城家が没落するのを知りながら忠彦の妻となる。屋敷を手放し行き場のなくなる忠彦を家に迎え入れようとする。
- 吉田：殿山泰司
安城家の忠実な家令。忠彦の幼い頃から屋敷で働いている。忠彦を殿と呼んでいる。
- 新川曜子：津島恵子[1]
新川の娘。正彦の許嫁。
- 春小路正子：岡村文子
忠彦の姉。華やかだった戦前の安城家を懐かしむ。
- 由利武彦：日守新一
忠彦の弟。忠彦の代わりに借金の件で新川と交渉する。
- 老女・松：高松栄子
- 舞踏会の招待客：奈良真養、紅沢葉子、西村青児、縣秀介、文谷千代子、水上令子、泉時彦、加藤清一、遠山文雄、谷よしの
- 特別出演：映画舞踏協会、民衆芸術劇場研究生

## 評価

### 受賞歴
- 第21回キネマ旬報ベスト・テン 第1位
- 第2回毎日映画コンクール 男優演技賞（森雅之）

### ランキング
- 1989年：「大アンケートによる日本映画ベスト150」（文藝春秋発表）第34位
- 1995年：「日本映画 オールタイム・ベストテン」（キネマ旬報発表）第77位
- 1999年：「オールタイム・ベスト100 日本映画編」（キネマ旬報発表）第49位
- 2009年：「オールタイム・ベスト映画遺産200 日本映画篇」（キネマ旬報発表）第36位

## テレビドラマ化
1962年（昭和37年）3月6日、フジテレビの『シャープ火曜劇場』枠（20:00-21:00）にて放送された。脚色は千葉茂樹。
キャスト
- 中村伸郎
- 仲谷昇
- 岸田今日子
- 吉行和子
- 若宮忠三郎
- 谷口香
- 芦田伸介
- 高田敏江
- 長岡輝子
- 鶴丸睦彦

| フジテレビ シャープ火曜劇場 | フジテレビ シャープ火曜劇場 | フジテレビ シャープ火曜劇場 |
| 前番組                      | 番組名                      | 次番組                      |
| --------------------------- | --------------------------- | --------------------------- |
| わが愛は山の彼方に          | 安城家の舞踏会              | 偽れる盛装                  |